# Temeš
Temeš es un municipio del distrito de Prievidza en la región de Trenčín, Eslovaquia, con una población estimada a final del año 2024 de 189 habitantes.
Se encuentra ubicado al este de la región, cerca del río Nitra (cuenca hidrográfica del Danubio) y de la frontera con las regiones de Banská Bystrica y Žilina.

## Demografía
| Año        | 1994 | 2004     | 2014     | 2024     |
| ---------- | ---- | -------- | -------- | -------- |
| Población  | 324  | 289      | 234      | 189      |
| Diferencia |      | −10,80 % | −19,03 % | −19,23 % |

| Año        | 2023 | 2024    |
| ---------- | ---- | ------- |
| Población  | 198  | 189     |
| Diferencia |      | −4,54 % |